# Agavé
Pour les articles homonymes, voir Agave (homonymie).
Dans la mythologie grecque, Agavé (en grec ancien Ἀγαυή / Agauế) est la fille de Cadmos et d'Harmonie, sœur d'Autonoé, de Polydore, d'Ino et de Sémélé. Elle épouse Échion, et devient la mère du roi Penthée.

## Mythe
Dans la tragédie d'Euripide, Les Bacchantes, Agavé et ses sœurs encourent la colère de leur neveu, Dionysos, car elles ont refusé de croire à l'union divine de Sémélé avec Zeus, union dont elles pensent qu'elle n'est qu'un prétexte de leur sœur pour ennoblir une faute purement humaine (elles interprètent la mort de Sémélé foudroyée comme la rétribution divine de son impudence). Les filles de Cadmos se refusent par conséquent à reconnaître la divinité de Dionysos. Pour punir cet affront, le dieu frappe de folie les femmes de Thèbes, qui se retirent comme Bacchantes dans les montagnes. Le fils d'Agavé, Penthée, roi de Thèbes, hostile comme sa mère à Dionysos, cherche un moyen de mettre fin au chaos bacchique. Dissimulé derrière un arbre pour épier les Bacchantes, il est surpris par Agavé qui, en proie au délire et croyant avoir affaire à une bête sauvage, le met en pièces, fiche sa tête au bout de son thyrse et se précipite auprès de son père Cadmos pour conter son exploit.
Après avoir retrouvé sa lucidité, elle se réfugie chez le roi d'Illyrie Lycothersès, l'épouse et le tue par la suite pour transmettre le trône à son père.

## Évocation moderne

### Botanique
Le genre Agave pourrait tenir son nom d'Agavé, tante de Dionysos, par analogie avec la boisson alcoolisée fabriquée à partir de certaines espèces du genre.